# Byo yomi
Au Japon, le byo yomi (littéralement : « lecture des secondes ») est le nom donné traditionnellement dans les compétitions de go et de shogi à l'ultime phase du décompte du temps imparti au joueur. En Occident et chez les amateurs, le byo yomi a pris une signification un peu différente et en est venu à qualifier le type de cadence spécifiquement utilisé pour les parties de go.

## Au Japon
Le temps imparti au joueur pour terminer sa partie dépend du niveau des adversaires. Jusqu'à huit heures peuvent être attribuées aux matchs réunissant les meilleurs joueurs de go, mais habituellement, il est beaucoup plus réduit. La gestion du temps n'est pas du ressort des joueurs, mais d'un des arbitres.
Le décompte s'effectue ainsi : si un joueur répond en moins d'une minute, aucune déduction n'est faite de son temps de réflexion. S'il dépasse la minute, son temps est diminué du nombre entier de minutes consacré au coup.
En fin de partie, quand il ne lui reste plus que quelques minutes, le décompte devient plus précis et la personne chargée du contrôle du temps annonce les dizaines de secondes, voire les secondes, selon ce que le joueur lui a demandé.
De fait, le byo yomi japonais peut être assimilé à une sorte de pendule Bronstein dans laquelle le décompte s'opérerait par nombre entier de minutes seulement.

## En Occident
Le décompte du temps imparti pour la partie de go se décompose en deux phases distinctes : d'abord un temps global pour la partie, que le joueur peut utiliser comme il l'entend. Quand cette phase est épuisée, le joueur a l'obligation de jouer chacun de ses coups en moins de n secondes (n étant fixé avant la partie, en général par le règlement du tournoi). Si le joueur excède son temps de réflexion, il perd « au temps ». C'est cette seconde phase qui est appelée byo yomi.
Typiquement, on trouve les cadences suivantes : 30 minutes, suivies par un byo yomi de 30 secondes par coup. Le joueur ne dispose alors que de 30 secondes au plus pour jouer chacun de ses coups. Le moindre dépassement de délai lui fait perdre immédiatement la partie.
Pour être organisé correctement, le byo yomi exige la présence d'un tiers pour assurer le chronométrage final ou, plus pratiquement, une horloge d'échecs électronique, sur laquelle ce genre de décompte particulier est aujourd'hui présent.

### Byo yomi canadien
Les pendules électroniques n'étant pas toujours disponibles, certains aménagements ont été trouvés, par exemple celui du « byo yomi canadien » : au lieu d'un temps fixé pour chaque coup, on donne un certain temps pour un petit nombre de coups. Par exemple, 10 coups en 5 minutes ou 20 coups en 10 minutes au lieu de trente secondes par coup.
Dans le championnat suisse 2009 de go, la cadence imposée aux concurrents était ainsi d'une heure 15 minutes par joueur et byo yomi canadien : 15 pierres en 5 minutes. Cette méthode simplifie et allège les contrôles, tout en permettant de conserver l'esprit du byo yomi.

### Serveurs de go
Des systèmes combinant les méthodes japonaise et occidentales sont parfois utilisés sur les serveurs informatiques. Ainsi, sur KGS, on peut avoir un temps principal de 10 minutes, suivi de 5 périodes de 15 secondes : une fois le temps principal écoulé, tout coup joué en moins de quinze secondes ne compte pas, tout coup joué entre 31 et 45 secondes coûte deux périodes, etc.